# 源氏物語×大黒摩季songs〜ボクは、十二単に恋をする〜
『源氏物語×大黒摩季songs〜ボクは、十二単に恋をする〜』（げんじものがたり・おおぐろまき・ソングス・ボクは、じゅうにひとえにこいをする）は、2010年10月DHE@stageにより天王洲 銀河劇場で公開された日本のミュージカルである。2012年5月に再演。

## 概要
- 紫吹淳が光源氏を演じる古典小説『源氏物語』の舞台を現代に移し、ミュージカル化作品である[2]。
- 音楽は全て大黒摩季の作品を使用[2]。演出・脚本は岡本貴也[2]。企画・主催・制作はDHE@stage[2]。

## 登場人物
| 役       | 関係                   | 備考                       | 俳優                       |
| -------- | ---------------------- | -------------------------- | -------------------------- |
| 光源氏   | 主人公                 | N/A                        | 紫吹淳                     |
| 藤壺     | 主人公の母             | N/A                        | 中澤裕子                   |
| 葵の上   | 主人公の妻             | 専業主婦                   | 宇野実彩子（AAA）          |
| 頭の中将 | 主人公の親友           | 帝銀行員                   | 青柳塁斗                   |
| 惟光     | 主人公の後輩           | 帝銀行員                   | 鈴木勝吾                   |
| 明石の君 | N/A                    | 帝銀行・須磨支店のOL       | 須藤温子                   |
| 朧月夜   | 朱雀の婚約者           | 藤原商事に勤務             | 黒木マリナ                 |
| 朝顔     | 光とプラトニックな関係 | クラブ「御息所」のホステス | 松下萌子                   |
| 朱雀     | 光の兄                 | 帝銀行員                   | 小野賢章                   |
| 紫の上   | 藤壺の姪               | 女子高生                   | 川上ジュリア               |
| 夕顔     | 頭中将の恋人           | 帝銀行のOL                 | 大月さゆ                   |
| 弘徽殿   | 桐壺の秘書             | 帝都銀行のガードマン       | SHUN                       |
| 六条御   | N/A                    | クラブ「御息所」のママ     | 飯尾麻耶                   |
| 花散里   | N/A                    | 帝銀行の社史編纂室のOL     | DAIZO                      |
| N/A      | N/A                    | N/A                        | 柿弘美、阿部みさと、駒田一 |

## 登場人物（再演）
光源氏：紫吹淳
藤壺：中澤裕子
葵の上：宇野実彩子
頭の中将：大河元気
紫の上：川上ジュリア
明石の君：須藤温子
夕顔：折井あゆみ
惟光：鈴木拡樹
朝顔：杏さゆり
花散里：DAIZO
朱雀：山口賢貴
空蝉（帝銀行OL）：仲原舞
朧月夜：ダンドイ舞莉花
弘徽殿：岡崎大樹
末摘花（帝銀行の掃除婦）：長谷川紀子
六条御：赤澤セリ
桐壺（光の父親、帝銀行の頭取）：岸田敏志

## 公演日程
| 回目 | 公演月日       | 開演時間 | 公演会場        |
| ---- | -------------- | -------- | --------------- |
| 1    | 2010年10月27日 | 19時     | 天王洲 銀河劇場 |
| 2    | 2010年10月28日 | 19時     | 天王洲 銀河劇場 |
| 3    | 2010年10月29日 | 19時     | 天王洲 銀河劇場 |
| 4    | 2010年10月30日 | 13時     | 天王洲 銀河劇場 |
| 5    | 2010年10月30日 | 18時     | 天王洲 銀河劇場 |
| 6    | 2010年10月31日 | 19時     | 天王洲 銀河劇場 |
| 7    | 2010年11月1日  | 19時     | 天王洲 銀河劇場 |
| 8    | 2010年11月2日  | 19時     | 天王洲 銀河劇場 |
| 9    | 2010年11月3日  | 13時     | 天王洲 銀河劇場 |
| 10   | 2010年11月3日  | 18時     | 天王洲 銀河劇場 |
| 11   | 2010年11月4日  | 19時     | 天王洲 銀河劇場 |
| 12   | 2010年11月5日  | 19時     | 天王洲 銀河劇場 |
| 13   | 2010年11月6日  | 13時     | 天王洲 銀河劇場 |
| 再演 |                |          |                 |
| 1    | 2012年5月11日  | 19時     | 天王洲 銀河劇場 |
| 2    | 2012年5月12日  | 13時     | 天王洲 銀河劇場 |
| 3    | 2012年5月12日  | 18時     | 天王洲 銀河劇場 |
| 4    | 2012年5月13日  | 12時     | 天王洲 銀河劇場 |
| 5    | 2012年5月13日  | 17時     | 天王洲 銀河劇場 |
| 6    | 2012年5月14日  | 19時     | 天王洲 銀河劇場 |
| 7    | 2012年5月15日  | 19時     | 天王洲 銀河劇場 |
| 8    | 2012年5月16日  | 13時     | 天王洲 銀河劇場 |
| 9    | 2012年5月16日  | 19時     | 天王洲 銀河劇場 |
| 10   | 2012年5月17日  | 19時     | 天王洲 銀河劇場 |
| 11   | 2012年5月18日  | 19時     | 天王洲 銀河劇場 |
| 12   | 2012年5月19日  | 13時     | 天王洲 銀河劇場 |
| 13   | 2012年5月19日  | 18時     | 天王洲 銀河劇場 |
| 14   | 2012年5月20日  | 12時     | 天王洲 銀河劇場 |

## 挿話
- 中澤裕子は、紫吹淳に「かっこいい。目が合うとすべて忘れちゃうくらい 魅力的」と述べる[26]。
- 葵の上を演じる宇野実彩子は、特に大黒摩季・紫吹淳・中澤裕子・松下萌子と仲が良い[27][28][29][30][31][32]。

## 商品
| # | 発売日        | 表題                                             | 収録内容 |
| - | ------------- | ------------------------------------------------ | -------- |
| 1 | 2011年5月30日 | 源氏物語×大黒摩季songs〜ボクは、十二単に恋をする | 初演     |